# Sankt Clemens katolska församling
Sankt Clemens katolska församling i Helsingborg tillhör Stockholms katolska stift.
I Helsingborg invigdes Sankt Clemens katolska kyrka 1928 vid Munkavägen/Koralgatan väster om Wilson Park. Kyrkan, som ritades av den danske arkitekten Valdemar Schmidt, bär samma namn som den sedan århundraden tillbaka försvunna Sankt Clemens medeltida kyrka. Invigningsmässan hölls av församlingens förste kyrkoherde, monsignore David Assarsson, som därefter under en följd av år ledde en församling, omspännande sju härader. Kyrkorummet är dekorerat med målningar av Gisela Trapp, som också var en av kyrkans främsta tillskyndare.

Platsen för den medeltida kyrkan undersöktes 1958-1960, varvid cirka 80 skelettgravar påträffades. Vid undersökningen som utfördes i etapper konstaterades att stora delar av kyrkoruinen låg kvar under mark. Kyrkan, som uppfördes i sten under 1000-talet och revs 1546, har sannolikt haft en föregångare i trä. Bland annat 86 mynt hittades vid utgrävningen.